# Реннер, Томас
Томас Реннер (нем. Thomas Renner; род. 24 декабря 1967, Линц) — австрийский легкоатлет, специалист по бегу на короткие дистанции. Выступал за сборную Австрии по лёгкой атлетике в конце 1980-х — начале 1990-х годов, победитель и призёр первенств национального значения, участник летних Олимпийских игр в Барселоне.

## Биография
Томас Реннер родился 24 декабря 1967 года в Линце, Австрия.
Первого серьёзного успеха добился в сезоне 1988 года, когда одержал победу на чемпионате Австрии в зачёте эстафеты 4 × 100 метров. В последующие годы ещё несколько раз завоёвывал национальный титул в данной дисциплине.
В 1991 году также стал чемпионом Австрии в беге на 200 метров, а на домашних соревнованиях в Линце установил личный рекорд в беге на 100 метров — 10,34. Попав в основной состав австрийской сборной, выступил на чемпионате мира в Токио — в дисциплине 200 метров дошёл до стадии четвертьфиналов, тогда как в эстафете 4 × 100 метров не смог преодолеть предварительный квалификационный этап.
В 1992 году бежал 60 метров на чемпионате Европы в помещении в Генуе, установил свой личный рекорд (8,36), но в финал не вышел. Благодаря череде успешных выступлений удостоился права защищать честь страны на летних Олимпийских играх в Барселоне — в программе эстафеты 4 × 100 метров вместе с соотечественниками Андреасом Бергером, Кристофом Пёстингером и Францем Ратценбергером показал в финале седьмой результат.
В июне 1993 года отметился победой на соревнованиях в Зальцбурге, установив личный рекорд в беге на 200 метров — 20,67. Позднее в этом сезоне вместе с партнёрами по команде Андреасом Бергером, Францем Ратценбергером и Гернотом Келлермайром провалил допинг-тест — их пробы показали наличие анаболического стероида метандиенона. В итоге спортсмена дисквалифицировали на 2 года, и на этом его карьера закончилась.